# ۸۶۶ (خورشیدی)
۸۶۶ هشتصد و شصت و ششمین سال هجری خورشیدی است.

## زادگان
- ۲۶ تیر - شاه اسماعیل یکم صفوی، (درگذشته: ۹۰۳)، پایه‌گذار سلسله پادشاهی صفوی می‌باشد